# Al Ruscio
Pour les articles homonymes, voir Ruscio.
Al Ruscio, né le 2 juin 1924 à Salem (Massachusetts) et mort à Los Angeles le 12 novembre 2013, est un acteur américain.

## Biographie
Al Ruscio étudie l'art dramatique à New York avant de partir pour Los Angeles en, 1958. Au milieu des années 1960, il enseigne l'art dramatique au Midwestern College de Denison, à l'université de Windsor et à l'université d'Oakland jusqu'en 1975. Il reprend ensuite sa carrière d'acteur. Il a joué dans plus de 200 films et épisodes de séries télévisées, essentiellement des seconds rôles et souvent des personnages d'origine italienne comme dans Le Parrain 3 (1990).
Al Ruscio s'est marié avec l'actrice Kate Williamson en 1954. Ils ont eu quatre enfants.

## Filmographie

### Cinéma
- 1980 : Le Chasseur : M. Bernardo
- 1980 : Ça va cogner : Tony Paoli
- 1985 : À double tranchant : Carl Siegal
- 1989 : Cage : Costello
- 1989 : Blood Red de Peter Masterson
- 1990 : Le Parrain 3 : Leo Cuneo
- 1991 : La Liste noire : Ben Saltman
- 1994 : Le Silence des jambons : Philip Morris
- 1995 : Showgirls : M. Karlman
- 1996 : Le Fantôme du Bengale : le commissaire Farley
- 2008 : Fragments : Angelo

### Télévision
- 1958 : Gunsmoke (série télévisée, saison 4 épisode 5) : Haley
- 1958 : Zorro (série télévisée, saison 2 épisode 4) : Luis
- 1959-1963 : Les Incorruptibles (série télévisée, 3 épisodes) : Frankie Yale / Gus Kroelig / Denny Cole
- 1960-1961 : Bonanza (série télévisée, 2 épisodes) : Vaca / Delgado
- 1975 : L'Homme qui valait trois milliards (série télévisée, saison 3 épisode 1) : Chester Goddard
- 1976-1977 : Kojak (série télévisée, 2 épisodes) : Joe Travino / Jonas Vukich
- 1977 : Starsky et Hutch (série télévisée, saison 3 épisodes 8 et 9) : Roper
- 1978 : L'Incroyable Hulk (série télévisée, saison 1 épisode 3) : Sariego
- 1979 : L'Île fantastique (série télévisée, saison 3 épisode 6) : Anton
- 1981 : Pour l'amour du risque (série télévisée, saison 2 épisode 9) : M. Six
- 1982 : L'Homme qui tombe à pic (série télévisée, saison 1 épisode 14) : Harvey
- 1982 : Hooker (série télévisée, saison 2 épisode 1) : Gino Minelli
- 1982-1986 : Capitaine Furillo (série télévisée, 4 épisodes) : Sosa / Bernard Heiser / John Petruzzi
- 1984 : Falcon Crest (série télévisée, saison 3 épisodes 14 et 15) : Simon Whittaker
- 1985 : L'Agence tous risques (série télévisée, saison 3 épisode 15) : Gino Gianni
- 1987 : MacGyver (série télévisée, saison 3 épisode 3) : Paul Webber
- 1990-1992 : Corky, un adolescent pas comme les autres (série télévisée, 10 épisodes) : Sal Giordano
- 1993 : Arabesque (série télévisée, saison 9 épisode 13) : Santo Angelini
- 1996 : Urgences (série télévisée, saison 2 épisode 20) : M. Dellanova
- 1998 : New York Police Blues (série télévisée, saison 6 épisode 7) : Artie Rosen
- 1999 : X-Files (série télévisée, saison 6 épisode Toute la vérité) : un membre du Syndicat
- 2003-2004 : Sept à la maison (série télévisée, saison 8 épisodes 7 et 17) : Fred Fleming